# Сен-Жюльен-ле-Шатель
Сен-Жюлье́н-ле-Шате́ль (фр. Saint-Julien-le-Châtel) — коммуна во Франции, находится в регионе Лимузен. Департамент коммуны — Крёз. Входит в состав кантона Шамбон-сюр-Вуэз. Округ коммуны — Обюссон.
Код INSEE коммуны — 23204.

## Население
Население коммуны на 2010 год составляло 168 человек.
| 1962 | 1968 | 1975 | 1982 | 1990 | 1999 | 2010 |
| ---- | ---- | ---- | ---- | ---- | ---- | ---- |
| 286  | 279  | 246  | 190  | 174  | 172  | 168  |

## Экономика
В 2010 году среди 89 человек трудоспособного возраста (15—64 лет) 62 были экономически активными, 27 — неактивными (показатель активности — 69,7 %, в 1999 году было 66,7 %). Из 62 активных жителей работали 57 человек (33 мужчины и 24 женщины), безработных было 5 (2 мужчин и 3 женщины). Среди 27 неактивных 10 человек были учениками или студентами, 5 — пенсионерами, 12 были неактивными по другим причинам.